# Emmen (geslacht)
Emmen(s) is een van oorsprong Drents geslacht, welke zijn oorsprong heeft in de regio Emmen.
De familie Emmen heeft historisch een grote band met de plaats Emmen en de stad Groningen. In beide plaatsen is het langdurig betrokken geweest in het openbaar bestuur en de rechtspraak.

In Emmen bekleedde de familie tussen 1625 en 1772 vijf opeenvolgende generaties de functie van schulte. In de stad Groningen was de familie zeven generaties lang betrokken bij het openbaar bestuur en de rechtspraak in de functies van raadsheren, burgemeesters, leden van de Staten van Groningen en de Staten Generaal en bewindhebbers van de Groningse kamer van de WIC. 

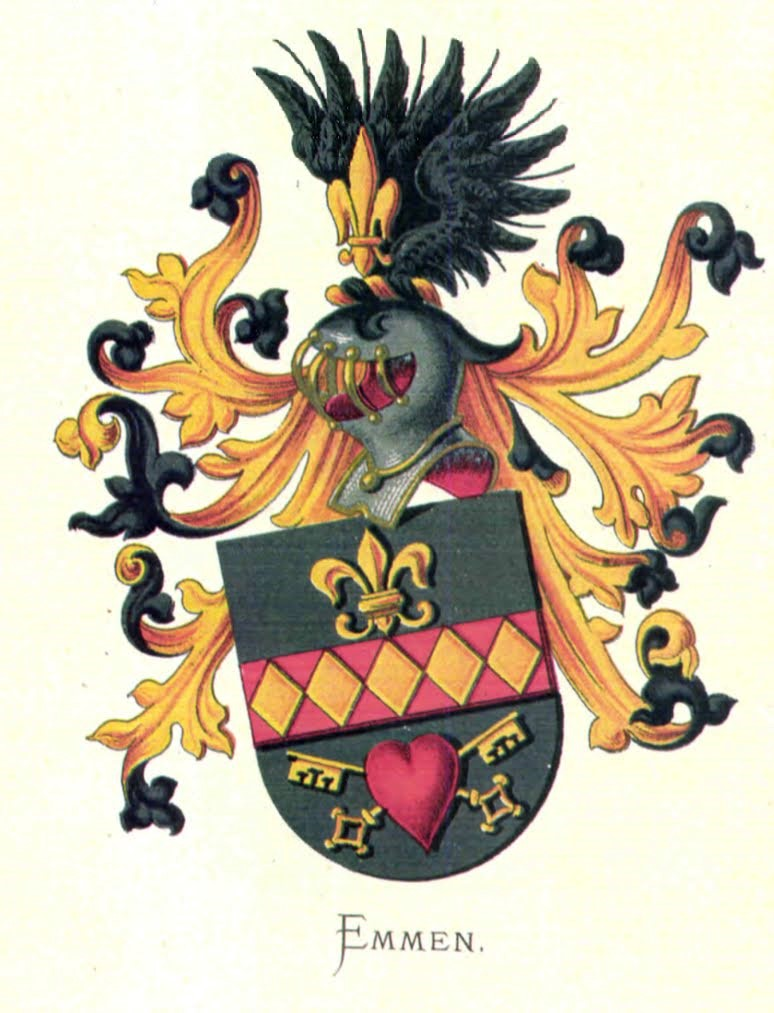
Familiewapen Emmen(s)

## Geschiedenis
De stamreeks begint met Warner Evers, eigenerfde landbouwer in Emmen, tevens lid van de Etstoel van Drenthe namens dingspel Zuidenveld. Hij werd geboren in 1570 en overleed op 3 september 1616. Hij heeft drie zonen, die allen de basis vormen voor geheel verschillende takken van de familie. De familienaam Emmen wordt door een van zijn zoons, Rudolph in ieder geval in 1613 gebruikt bij zijn inschrijving aan de universiteit Leiden.
Het nageslacht van Warner Evers bestaat uit 5 generaties schulten van Emmen, burgemeesters en raadsheren van de stad Groningen, predikanten en landbouwers.  

## Schulten van Emmen
Evert Warners Emmen, zoon van Warner Evers, geboren in 1594 en overleden in 1654. Hij is tussen 1625 en 1653 schulte van Emmen, Odoorn en Roswinkel. Voorafgaand aan dit ambt is hij schatbeurder van Emmen. Hij is getrouwd met Margeretha Coerts Lepel, zij krijgen samen 13 kinderen. "Schulte Warners Emmen is in het carspel Emmen en aangrenzende gebieden een vooraanstaand en invloedrijk man". Hij "legt het fundament voor de langdurige bestuursdynastie van zijn familie". "In de periode tussen 1625 en 1772 zijn vijf generaties schulte in hun woonplaats".
Warner Emmen, zoon van Evert Warners Emmen, geboren op 21 oktober 1629, overleden 5 augustus 1670. Hij is getrouwd met Christina Sibilla Wijsmans. Warner Emmen studeert per september 1648 als filosofiestudent aan de universiteit van Groningen en wordt als student in de Gelkingestraat lidmaat van de kerk te Groningen. Hij is voorzitter van het verbond van Geldersche, Hollandsche en Oostfriesche Natiën (studentenverenigingen) en is hierbij in 1652 betrokken bij de studentenopstand tegen de academische senaat. Hij wordt samen met twee andere studenten gelast om binnen 24uur de provincie te verlaten. Zij vertrekken echter niet en in 1653 wordt het besluit tot verbanning ingetrokken. Warner is van 1653 tot 1668 schulte van Emmen, Odoorn en Roswinkel. Hij geeft dit ambt in 1668 over aan zijn minderjarige zoon Everhardus.
Everarhardus Emmen, geboren vermoedelijk in 1654, overleden op 9 mei 1685. Hij is getrouwd met Aleida van Beverforden. Everhardus is schulte van Emmen, Odoorn en Roswinkel van 6 april 1668 tot zijn dood in 1685. Zijn vrouw Aleida van Berverforden komt voor als jong schultinne. Zij verzoekt drost Elbert Anthony van Pallandt in 1694 om de schulten van Sleen en Anloo op te treden voor haar zoon, Hugo Emmen die al op vierjarige leeftijd schulte wordt.
Hugo Emmen, geboren 5 november 1681, begraven op 11 maart 1724. Hij huwt in 1712 in Alkmaar met Adriana Theodora Quaadt. Hugo is van 1701 tot 1705 als student ingeschreven aan de Universiteit van Lingen (Duitsland). In 1705 schrijft hij zich in aan de Universiteit van Utrecht, promoveert daar en legt in 1706 de advocateneed af. Hugo wordt al op vierjarige leeftijd schulte van Emmen. ‘als soontje des overleden schults Everhardus Emmen, geconfereert om besondere redenen, sonder enige gevolge inkomstig of infractie van vorige resolutie’. Op 17 maart 1722 geeft hij dit ambt over aan zijn minderjarige zoon Christiaan Wolter Emmen. In 1723 en 1724 is Hugo lid van de etstoel Drenthe namens het dingspel Zuidenveld.
Christiaan Wolter Emmen, geboren op 23 juli 1713 en overleden op 21 januari 1772. Gehuwd in 1734 met Francina Hinsbeeck, welke tijdens de geboorte van de eerste dochter komt te overlijden in 1735. Hij huwt vervolgens met zijn nicht Alegonda Johanna Carsten. Christiaan Wolter studeert aan de Universiteit van Lingen (Duitsland). Hij is van 17 maart 1722 tot aan zijn dood in 1772 schulte van Emmen, Odoorn en Roswinkel.

## De Groningse tak

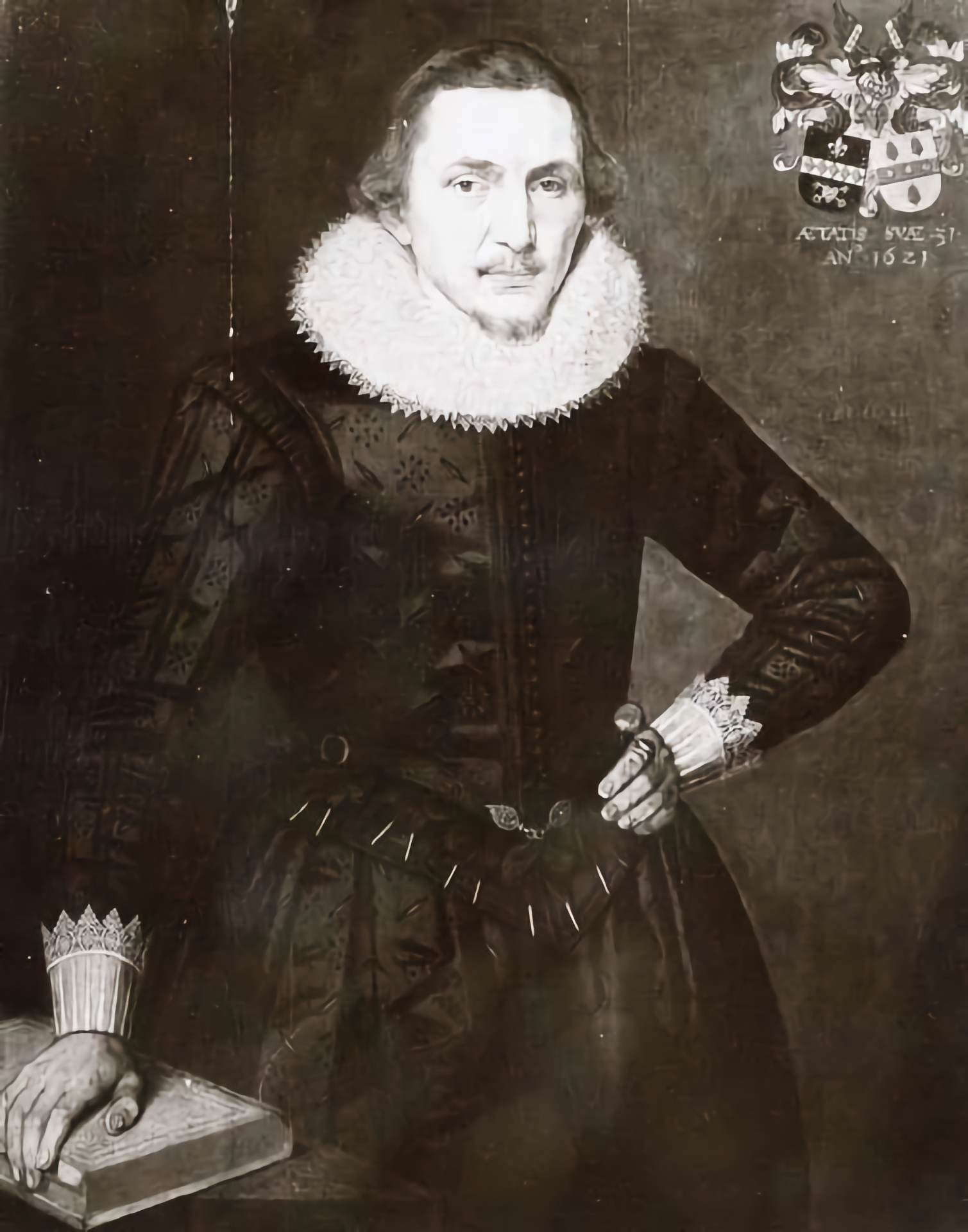
Rudolph Warners Emmen

Rudolph Warners Emmen, zoon van Warner Evers, geboren in 1589 te Emmen en overleden in 1654 te Groningen. Hij huwt op 19 april 1618 met Suzanna Verrutius. Zij krijgen drie kinderen. Rudolph studeert medicijnen aan de Universiteit van Leiden en behaalt zijn doctoraal aan de Academie van Reims.
Warner Emmen, zoon van Rudolph Warners Emmen, geboren in 1626 en overleden op 18 september 1679. Hij huwt op 29 februari 1660 met Alegonda Willema. Zij krijgen samen 9 kinderen. Warner staat in 1647 ingeschreven als filosofiestudent aan de Universiteit van Groningen en in 1657 aan de Universiteit van Basel. Hij behaalt zijn doctoraal in de rechten in 1658 aan de Academie van Orleans. Hij is van 1668 tot 1678 raadsheer van de stad Groningen. Als zodanig staat hij afgebeeld op een gedenkplaat en penning van de belegering van Groningen in 1672.
Rudolph Emmen, zoon van Warner Emmen, geboren op 6 november 1663 en overleden op 4 november 1727. Hij huwt op 11 juni 1693 met Etta Catharina Werumeus. Zij krijgen samen 10 kinderen. Rudolph staat in 1679 als literatuurstudent ingeschreven aan de Universiteit van Groningen. Tussen 1694 en 1707 is hij rentmeester van de stad Groningen, later is hij raadsheer tussen 1708 tot 1719. In 1719, 1722, 1723, 1726 en 1727 is hij burgemeester van Groningen. In de periode tot 1824 was er in Groningen een vierhoofdig burgemeesterschap. Rudolph is daarnaast bewindhebber van de Groningse kamer van de West-Indische Compagnie (WIC) tussen 1694 en 1707.

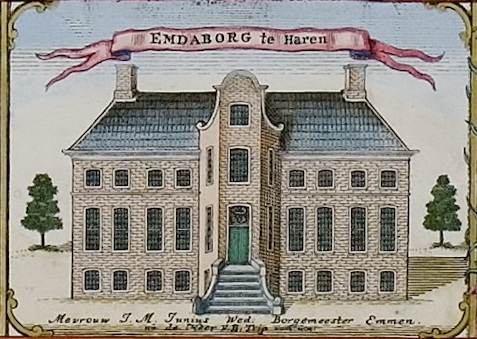
Uitsnede Emdaborg 'Borgenkaart' Beckeringh

Lambert Henric Emmen, zoon van Rudolph Emmen, geboren in 1696, overleden op 21 augustus 1763. Hij huwt op 28 juni 1722 met Wibbina van Buttingha, samen krijgen zij drie kinderen. Na haar dood in 1725, huwt Lambert Henric in 1729 met Maria Jacoba Junius. Zij krijgen ook drie kinderen. Hij studeert vanaf 1711 als filosofiestudent aan de Universiteit van Groningen, in 1716 rechten aan de Universiteit van Franeker. Lambert Henric is tussen 1724 en 1750 raadsheer. In de jaren 1752, 1753, 1755, 1756, 1759, 1760, 1762 en 1763 is hij burgemeester van Groningen in een vierhoofdig burgemeesterschap. Hij wordt in 1727 benoemd tot lid van de Admiraliteit Harlingen en in 1733 tot de Admiraliteit Amsterdam. Hij is daarnaast ook bewindhebber van de Groningse kamer van de West-Indische Compagnie (WIC). Lambert Hendric woont met zijn vrouw Maria Jacoba Junius in Haren op de Emdaborg, alwaar hij in 1763 zal overlijden. Op de 'Borgenkaart' van Beckeringh staat onder de tekening: Mevrouw J.M. Junius Wed. van Burgemeester Emmen.
Rudolph Emmen, zoon van Lambert Henric Emmen, geboren op 5 januari 1724 en overleden op 17 oktober 1782. Hij huwt op 22 oktober 1753 met Anna Margaretha Tjaden. Zij krijgen samen 7 kinderen. Rudolph studeert in 1739 als filosofiestudent aan de Universiteit van Groningen en in 1745 als rechtenstudent aan de Universiteit van Leiden. Tussen 1768 en 1781 is hij raadsheer van de stad Groningen, lid van de Staten van Groningen en van de Staten Generaal. In 1762 wordt hij benoemd tot lid van de admiraliteit van Harlingen.
Een stamreeks van de Groningse tak van de familie werd in 1914 gepubliceerd in het Nederland's Patriciaat.

## Wapen
‘’In zwart met roode dwarsbalk beladen met vijf gouden aaneenstootende ruiten, welke eveneens de zijden der balk en de zijden van het schild raken, de balk vergezeld van boven van een gouden lelie en van onderen van twee gouden schuin gekruiste sleutels, waarover een rood hart ligt Helmteeken: een gouden lelie tusschen een zwarte vlucht. Dekkleeden: goud en zwart.’’
Het wapen staat beschreven in Het Stam- en Wapenboek van aanzienlijke Nederlandsche Familiën met genealogische en heraldische aanteekeningen van Vorsterman van Oijen.
Wanneer het wapen is ontworpen is niet geheel duidelijk, in ieder geval staat het als onderdeel van een alliantiewapen vermeld op een portret van Rudolph Warner Emmen uit 1621.